# Ametris monilaria
Ametris monilaria là một loài bướm đêm trong họ Geometridae.